# Ulica Legionów w Tarnowskich Górach

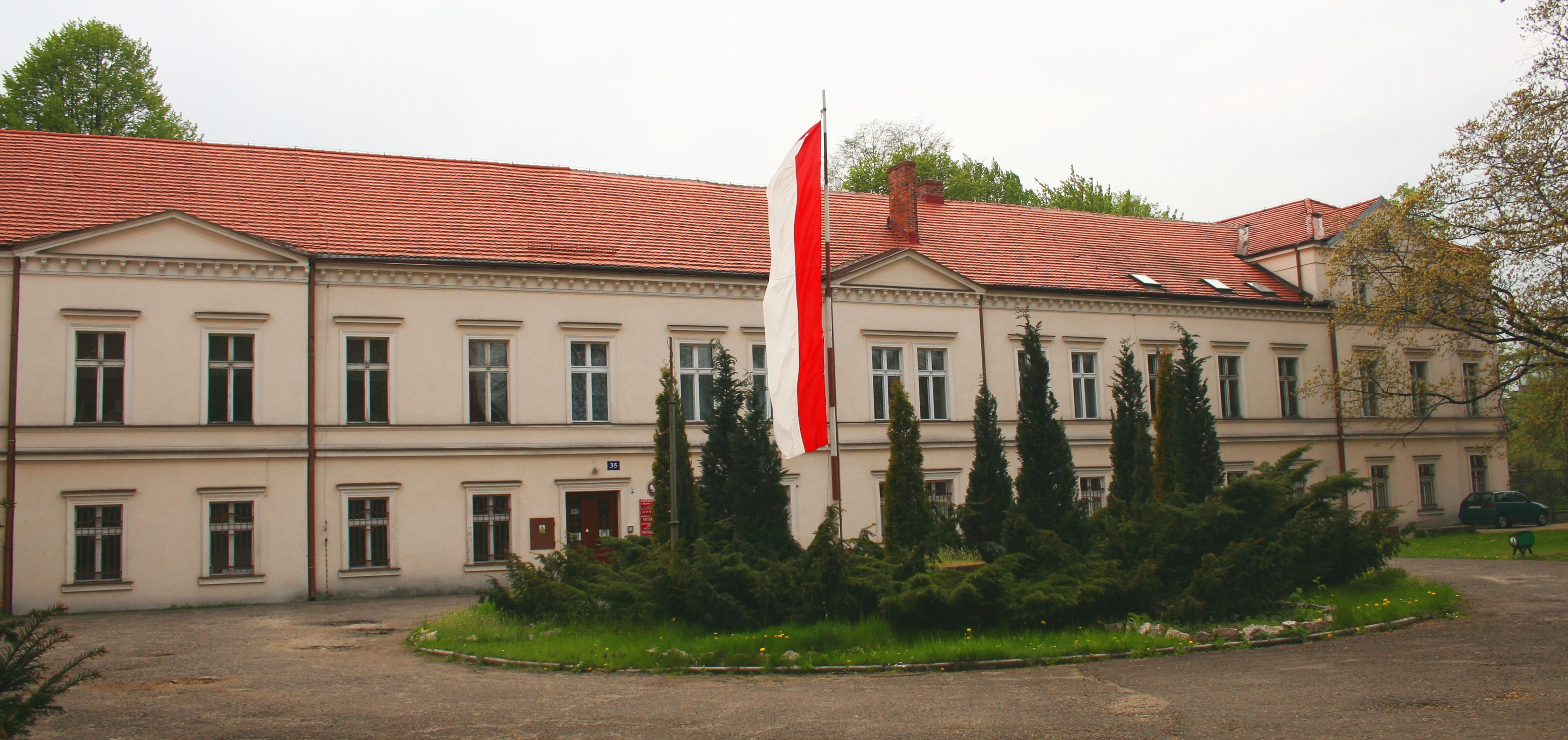
Edukacyjne Centrum Ubioru i Rzemiosła – Pałac na Karłuszowcu

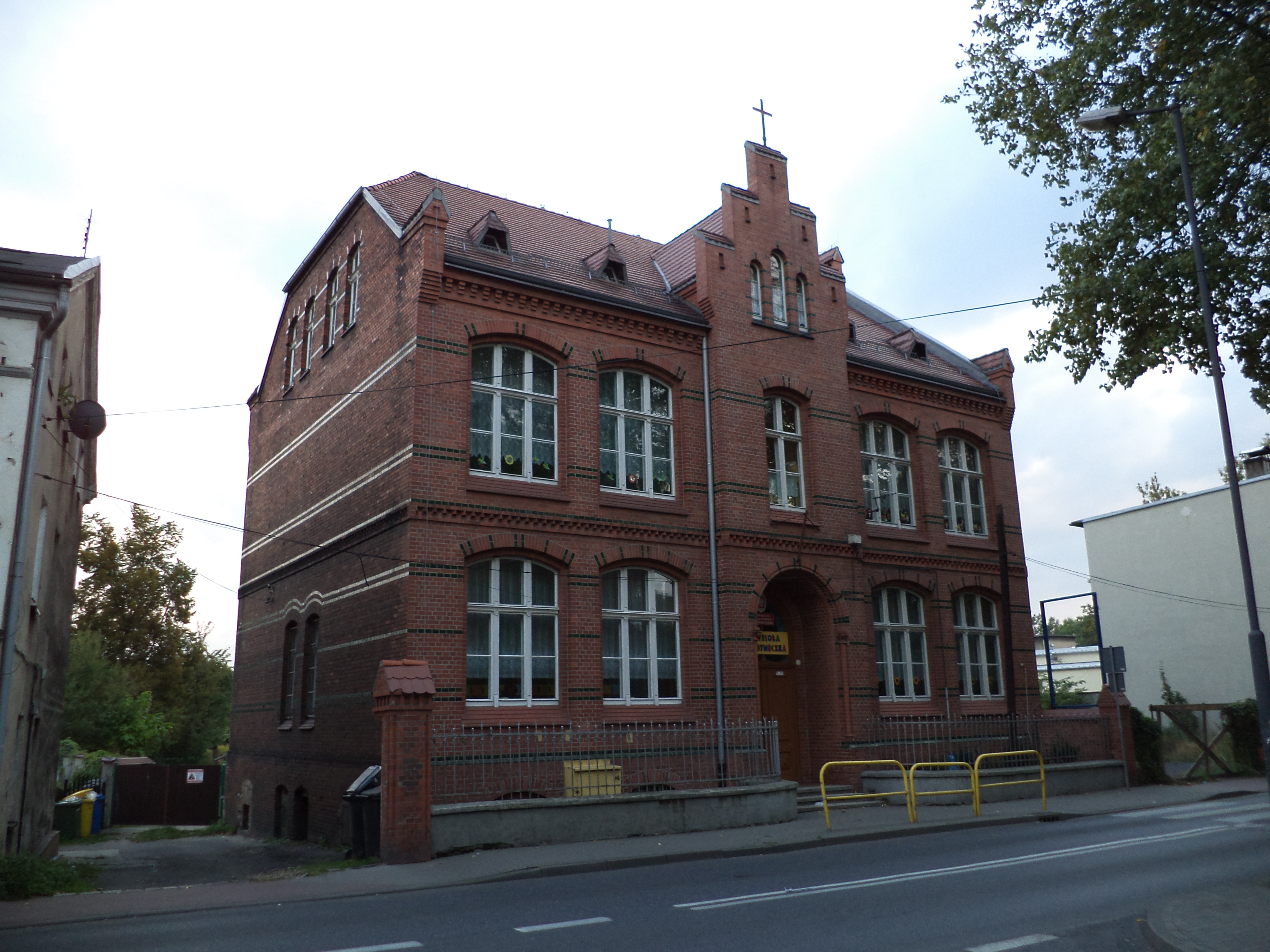
Przedszkole nr 1 w budynku dawnego Domu Świętej Katarzyny

Ulica Legionów w Tarnowskich Górach – jedna z ważniejszych ulic Tarnowskich Gór.

## Nazwa
Do 1925 roku oraz w latach 1939–1945 ulica Legionów nosiła niemieckojęzyczną nazwę Industriestraße, zaś po przejęciu miasta przez administrację polską obowiązującą w latach 1925–1939 nazwą była ulica Przemysłowa. W latach 1945–1990 ulica Feliksa Dzierżyńskiego, a od 1990 roku ulica Legionów.

## Przebieg
Ulica rozpoczyna się na rondzie NSZZ „Solidarność” (przy dawnej miejskiej Bramie Gliwickiej) i biegnie w kierunku wschodnim. Kończy się po około 700 metrach na rondzie Franciszka Blachnickiego (na tzw. Krakowskim Przedmieściu). Jest to część drogi powiatowej klasy G o numerze 3275S powiatu tarnogórskiego. Stanowi (wraz z kard. S. Wyszyńskiego) południowy odcinek pierwszej, dziś wewnętrznej obwodnicy centrum miasta (północny odcinek to ul. Opolska–ul. Powstańców Śląskich–ul. Jana III Sobieskiego) odciążając ścisłe centrum miasta.
Oddziela dawne przedmieścia – Karłuszowiec i Lyszcze – od historycznego centrum Tarnowskich Gór.

## Komunikacja
Ulicą Legionów poprowadzona jest także komunikacja miejska, przykładowe linie: 80 (do Gliwic-Portu), 83 (do Zabrza-Goethego) i 191 (do Zbrosławic-Kościoła).

## Budynki
Przy ulicy Legionów znajduje się szereg zabytkowych obiektów:
- Zespół pałacowo-parkowy dawnego zarządu dóbr hrabiów Henckel von Donnersmarck – ul. Legionów 35,
- Dom św. Katarzyny (Katarinaheim) – dawna miejska średnia szkoła żeńska, obecnie Przedszkole nr 1 „Wesoła Jedyneczka”; ul. Legionów 9[6],
- Zespół Szkół Gastronomiczno-Hotelarskich; w latach 1892–1933 Górnośląska Szkoła Górnicza; administracyjnie ul. Karola Miarki 17
- dawny szpital
- kamienica Feliksa Wróbla[7] – ul. Legionów 5

## Mieszkalnictwo
Według danych Urzędu Stanu Cywilnego na dzień 31 grudnia 2022 roku przy ulicy Legionów zameldowane na pobyt stały były 304 osoby.

## Ciekawostki
- 4 sierpnia 2015[9], 13 lipca 2016[10] i 30 lipca 2017[11] ulicą Legionów przebiegała trasa wyścigu kolarskiego Tour de Pologne.